# Portugal op het Eurovisiesongfestival 1986
Portugal nam deel aan het Eurovisiesongfestival 1986 in Bergen, Noorwegen. Het was de 23ste deelname van het land op het Eurovisiesongfestival. De selectie verliep via het jaarlijkse Festival da Canção. De RTP was verantwoordelijk voor de Portugese bijdrage voor de editie van 1986.

## Selectieprocedure
Net zoals de voorbije jaren werd ook dit jaar de kandidaat gekozen via het jaarlijkse Festival da Canção.
In totaal deden er 12 liedjes mee aan deze finale en de winnaar werd aangeduid door middel van een expertjury.
Finale
| Volgorde | Artiest                        | Lied                       | Plaats      |
| -------- | ------------------------------ | -------------------------- | ----------- |
| 1        | Grupo Rimanço                  | "No vapor da madrugada"    | 2de         |
| 2        | Carlos Alberto Moniz & A Banda | "Canção para José da Lata" | --          |
| 3        | Luís Bettencourt               | "Cais de encontro"         | --          |
| 4        | Luís Filipe                    | "Tango da meia-noite"      | --          |
| 5        | Paulo Ferraz                   | "Um amor, uma ilha"        | --          |
| 6        | Sérgio Borges                  | "Quebrar a distância"      | --          |
| 7        | Né Ladeiras                    | "Dessa juras que se fazem" | --          |
| 8        | Trabalhadores do Comércio      | "Tigres de bengala"        | 1st ex-equo |
| 9        | Gabriela Schaaf                | "Cinzas e mel"             | --          |
| 10       | Lara Li                        | "Rápidamente"              | --          |
| 11       | Dora                           | "Não sejas mau para mim"   | 1st         |
| 12       | Fá                             | "Uma balada de amor"       | --          |

## In Bergen
In Noorwegen moest Portugal optreden als 20ste en laatste net na Finland.
Na de puntentelling bleek dat Portugal 14de was geëindigd met een totaal van 28 punten. 
Nederland en België hadden geen punten over voor deze inzending.

### Gekregen punten

#### Finale
| 12 punten | 10 punten                                   | 8 punten | 7 punten | 6 punten     |
| --------- | ------------------------------------------- | -------- | -------- | ------------ |
|           |                                             | - Spanje | - Israël |              |
| 5 punten  | 4 punten                                    | 3 punten | 2 punten | 1 punt       |
|           | - Noorwegen - Turkije - Verenigd Koninkrijk |          |          | - Denemarken |

### Punten gegeven door Portugal

#### Finale
Punten gegeven in de finale:
| 12 punten | België              |
| 10 punten | Zwitserland         |
| 8 punten  | Ierland             |
| 7 punten  | Nederland           |
| 6 punten  | Luxemburg           |
| 5 punten  | Denemarken          |
| 4 punten  | Duitsland           |
| 3 punten  | Spanje              |
| 2 punten  | Verenigd Koninkrijk |
| 1 punt    | Oostenrijk          |

1964 · 1965 · 1966 · 1967 · 1968 · 1969 · 1970 · 1971 · 1972 · 1973 · 1974 · 1975 · 1976 · 1977 · 1978 · 1979 · 1980 · 1981 · 1982 · 1983 · 1984 · 1985 · 1986 · 1987 · 1988 · 1989 · 1990 · 1991 · 1992 · 1993 · 1994 · 1995 · 1996 · 1997 · 1998 · 1999 · 2000 · 2001 · 2002 · 2003 · 2004 · 2005 · 2006 · 2007 · 2008 · 2009 · 2010 · 2011 · 2012 · 2013 · 2014 · 2015 · 2016 · 2017 · 2018 · 2019 · 2020 · 2021 · 2022 · 2023 · 2024 · 2025